# 華厳寺 (墨田区)
華厳寺（けごんじ）は、東京都墨田区にある浄土宗の寺院。

## 概要
1679年（延宝7年）、向蓮社一誉上人によって開山された。当初は「堅固院」という名称だったが、向蓮社一誉上人が毎日華厳経を講じていたことから、いつしか「華厳寺」と呼ばれるようになり、正式名称となった。

## 閻魔堂
境内には、閻魔堂があり、閻魔像が安置されている。関東大震災と東京大空襲で初代と2代目の閻魔像は焼失したが、1978年（昭和53年）より、3代目の閻魔像が安置されている。

## 交通アクセス
- 本所吾妻橋駅A0出口より徒歩9分（経路案内）。